# Epiphragma (Epiphragma) elongatum
Epiphragma (Epiphragma) elongatum is een tweevleugelige uit de familie steltmuggen (Limoniidae). De soort komt voor in het Oriëntaals gebied.